# جون أورتيز
جون أوتيز (بالإنجليزية: John Ortiz)‏ ، من مواليد 28 مايو 1968م ، وهو ممثل أمريكي شارك بعدة أفلام ، ومنها فيلم السرعة والغضب 6.

## وصلات خارجية
- جون أورتيز على موقع IMDb (الإنجليزية)
- جون أورتيز على موقع روتن توميتوز (الإنجليزية)
- جون أورتيز على موقع ألو سيني (الفرنسية)
- جون أورتيز على موقع أول موفي (الإنجليزية)
- جون أورتيز على موقع قاعدة بيانات برودواي على الإنترنت (الإنجليزية)
- جون أورتيز على موقع قاعدة بيانات الأفلام السويدية (السويدية)
- جون أورتيز على موقع قاعدة بيانات الفيلم (الإنجليزية)
- جون أورتيز على موقع ليتربوكسد (الإنجليزية)
- جون أورتيز على موقع كينوبويسك (الروسية)
- جون أورتيز على موقع كينوبويسك (الروسية)
- Lab Theater: John Ortiz